# Butler (New Jersey)
Pour les articles homonymes, voir Butler.
Butler est un borough situé dans le comté de Morris, dans l'État du New Jersey, aux États-Unis.